# Wenche Wensberg
Anne Wenche Wensberg est une ancienne handballeuse internationale norvégienne.
Avec l'équipe de Norvège, elle participe aux championnats du monde 1973 et 1975.

## Palmarès

### Sélection nationale
championnats du monde 
- 8e place du championnat du monde 1975
- 8e place du championnat du monde 1973